# Ben Healy
Ben Healy (Kingswinford, Reino Unido, 11 de setembro de 2000) é um ciclista profissional irlandês que compete com a equipa EF Education-EasyPost.

## Trajetória
Em 2019 conseguiu vencer numa etapa do Tour de l'Avenir. Ao ano seguinte proclamou-se campeão nacional em estrada por adiante de Nicolas Roche dias após ter ganhado a prova contrarrelógio na categoria sub-23.
Seguiu coseguindo sucessos em 2021, impondo-se na última etapa do Giro Ciclistico d'Italia, pelo que face a 2022 deu o salto ao UCI WorldTour após ser contratado pelo EF Education-NIPPO. Em sua primeira temporada com esta equipa voltou a ser campeão nacional, desta vez na prova contrarrelógio.

## Palmarés
- 2019
  - 1 etapa do Tour de l'Avenir

- 2020
  - 1 etapa de Ronde  d'Isard
  - Campeonato da Irlanda em Estrada

- 2021
  - 1 etapa do Giro Ciclistico d'Italia

- 2022
  - Campeonato da Irlanda Contrarrelógio  
  - 3.º no Campeonato da Irlanda em Estrada

- 2023
  - 1 etapa da Settimana Coppi e Bartali
  - GP Industria & Artigianato di Larciano
  - 1 etapa do Giro d'Italia

## Resultados

### Grandes Voltas
| Corrida | Corrida         | 2019 | 2020 | 2021 | 2022 | 2023 |
| ------- | --------------- | ---- | ---- | ---- | ---- | ---- |
|         | Giro d'Italia   | —    | —    | —    | —    | 55.º |
|         | Tour de France  | —    | —    | —    | —    | —    |
|         | Volta a Espanha | —    | —    | —    | —    | —    |

### Clássicas e Campeonatos
| Corrida                | Corrida                | 2019 | 2020 | 2021 | 2022  | 2023 |
| ---------------------- | ---------------------- | ---- | ---- | ---- | ----- | ---- |
| Omloop Het Nieuwsblad  | Omloop Het Nieuwsblad  | —    | —    | —    | 75.º  | —    |
| Kuurne-Bruxelas-Kuurne | Kuurne-Bruxelas-Kuurne | —    | —    | —    | 132.º | —    |
| Strade Bianche         | Strade Bianche         | —    | —    | —    | Ab.   | —    |
|                        | Milão-Sanremo          | —    | —    | —    | 121.º | —    |
| E3 Saxo Classic        | E3 Saxo Classic        | —    | X    | —    | 84.º  | —    |
| Flecha Brabanzona      | Flecha Brabanzona      | —    | —    | —    | 37.º  | 2.º  |
| Amstel Gold Race       | Amstel Gold Race       | —    | X    | —    | —     | 2.º  |
| Flecha Valona          | Flecha Valona          | —    | —    | —    | 130.º | 32.º |
|                        | Liège-Bastogne-Liège   | —    | —    | —    | Ab.   | 4.º  |
| Mundial em Estrada     | Mundial em Estrada     | —    | Ab.  | —    | —     |      |
| Europeu Contrarrelógio | Europeu Contrarrelógio | —    | —    | —    | 6.º   |      |
| Irlanda em Estrada     | Irlanda em Estrada     | 8.º  | 1.º  | 7.º  | 3.º   |      |
| Irlanda Contrarrelógio | Irlanda Contrarrelógio | —    | —    | 4.º  | 1.º   |      |

—: não participa
Ab.: abandono

## Equipas
- Team Wiggins Le Col (2019)
- Trinity Racing (2021)
- EF Education-EasyPost (2022-)